# Golfe de la Reine-Maud
Le golfe de la Reine-Maud est un golfe au sud-ouest de l'île Victoria au Nunavut, Canada.
Il a été nommé par l'explorateur norvégien Roald Amundsen en 1905 en l'honneur de la reine Maud de Norvège.
Le 24 mai 1982, le golfe devient un site Ramsar.
Une partie du golfe fait partie du refuge d'oiseaux du Golfe Reine-Maud, la plus grande aire protégée du Canada.